# 170009 Subbarao
170009 Subbarao è un asteroide della fascia principale. Scoperto nel 2002, presenta un'orbita caratterizzata da un semiasse maggiore pari a 2,8586069 UA e da un'eccentricità di 0,0870401, inclinata di 9,74166° rispetto all'eclittica.